# Sötbjörnbär
Sötbjörnbär (Rubus plicatus) är en växtart i familjen rosväxter.